# タジキスタンの鉄道

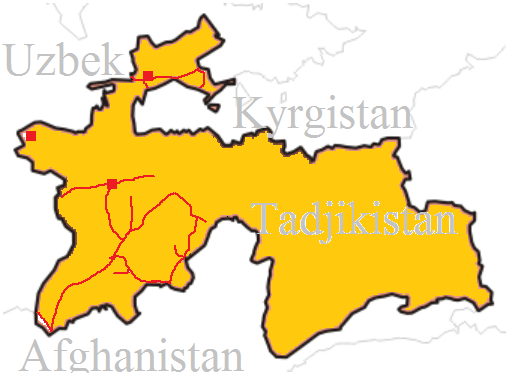
タジキスタンの鉄道網

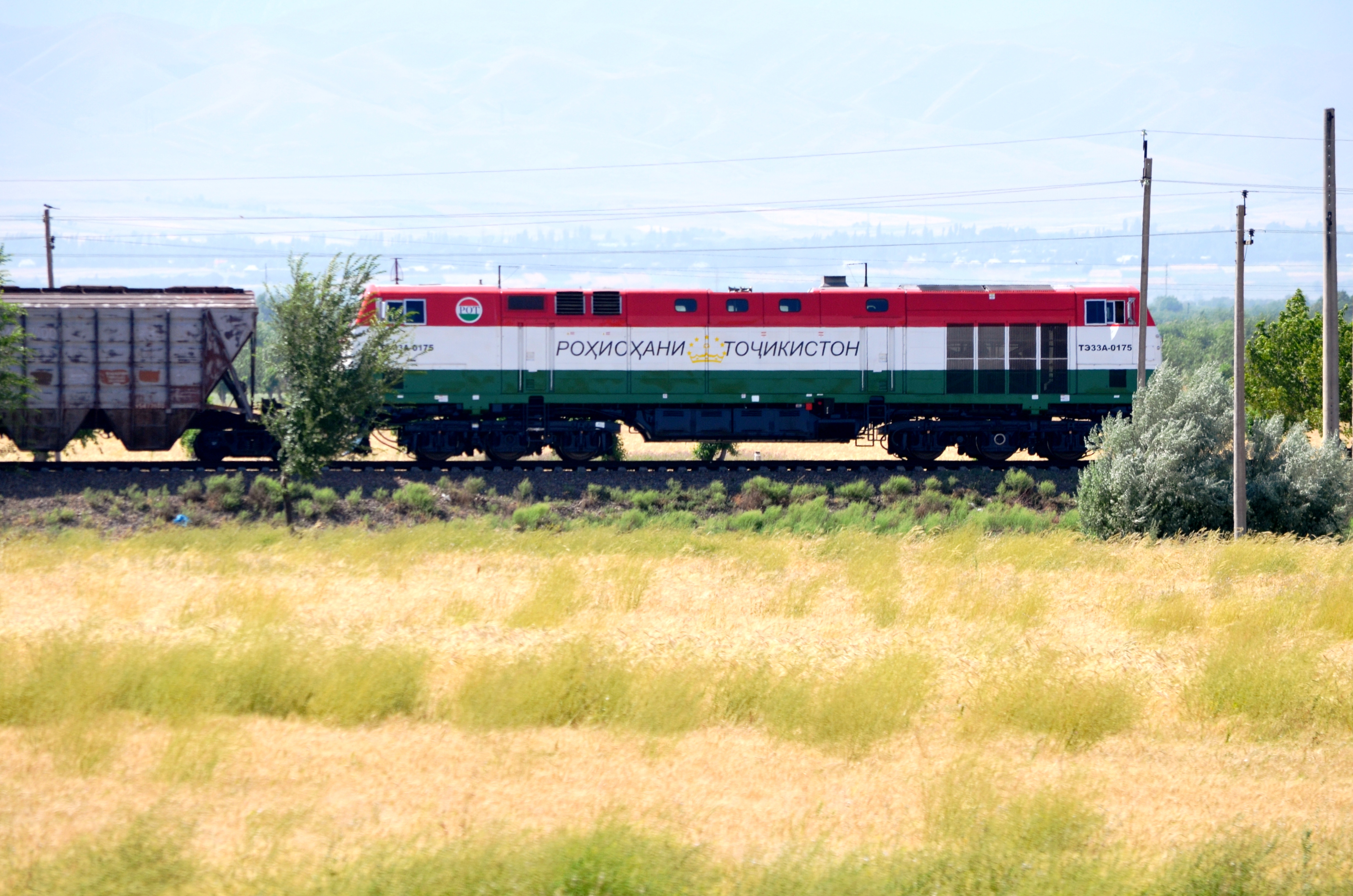
タジク鉄道のTE33A形ディーゼル機関車が牽引する列車

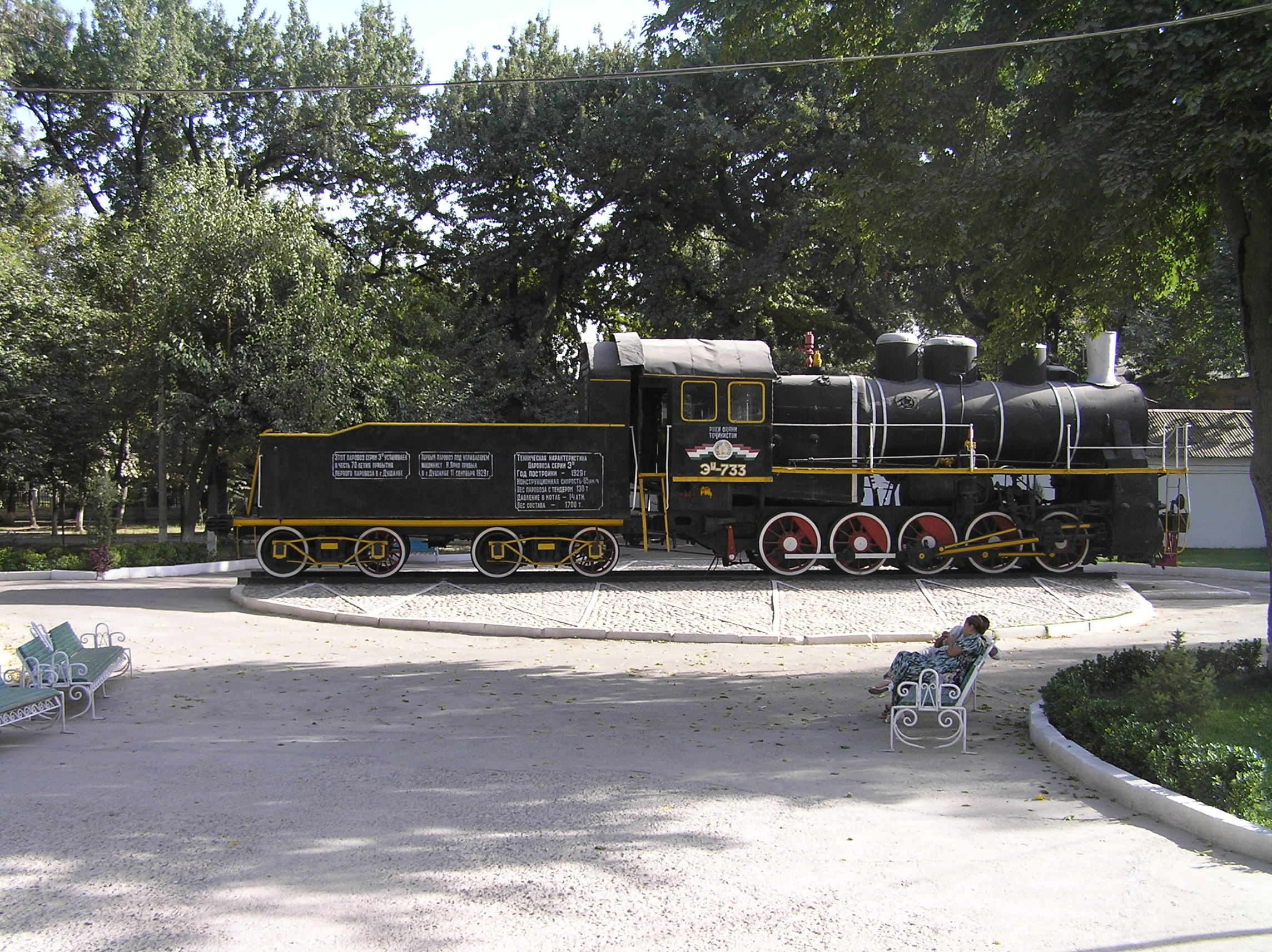
タジキスタン・ドゥシャンベ駅付近の公園にあるEu 733 0-10-0

タジキスタンの鉄道（タジキスタンのてつどう）は、鉄道システムの総延長が680キロメートル (420 mi)の軌道のみに限定しており、その全てが1,520 mm (4 ft 11 27⁄32 in)の広軌である。
当システムは、タジキスタン西部の主要都市中心部と、近隣国であるウズベキスタンおよびトルクメニスタンの要所を結んでいる。
1999年に、タジキスタン南部の都市であるクルガン・テッパおよびクリャーブが、当システムの新たな路線で結ばれた。

## 事業者
- タジク鉄道（タジク語: Роҳи оҳани Тоҷикистон）（ロシア語: Таджикская железная дорога）

## 難題
乗換運賃を支払うタジク鉄道の定期的な失敗、かつ安全性の問題が、タジキスタンを通じての旅客輸送における妨げとなっていた。

## 近代化
中央アジア諸国間でより多くの取引を可能とするために、タジキスタンの鉄道システムの一部を近代化することで、パキスタン、タジキスタンおよびアフガニスタンの首脳間で最近合意された。

## 隣接国との鉄道接続状況
- ウズベキスタン - 接続あり
- キルギス - 接続なし
- 中華人民共和国 - 接続なし
- アフガニスタン - 接続なし